# Лиапис, Стейси
Сте́йси Энн Лиа́пис (англ. Stacey Ann Liapis; род. 19 августа 1974, Бемиджи, Миннесота) — американская кёрлингистка.
В составе женской сборной США участница зимних Олимпийских игр 1998 и 2002 годов.

## Достижения
- Чемпионат США по кёрлингу среди женщин: золото (1998, 2001), серебро (1997, 2002), бронза (1994, 1999).
- Американский олимпийский отбор по кёрлингу: золото (2001), бронза (1997).
- Чемпионат мира по кёрлингу среди юниоров: серебро (1992, 1994), бронза (1993).
- Чемпионат США по кёрлингу среди юниоров: золото (1990, 1992, 1993, 1994).

- Лучшая кёрлингистка года в США (англ. USA Curling Female Athlete of the Year): 1998.

## Команды
| Сезон   | Четвёртый       | Третий            | Второй           | Первый           | Запасной                            | Турниры              |
| ------- | --------------- | ----------------- | ---------------- | ---------------- | ----------------------------------- | -------------------- |
| 1989—90 | Кари Лиапис     | Стейси Лиапис     | Heidi Rollheiser | Roberta Breyen   | Julie Breyen                        | ЧМЮ 1990 (6 место)   |
| 1991—92 | Эрика Браун     | Кари Лиапис       | Стейси Лиапис    | Roberta Breyen   | Дебби Генри                         | ЧМЮ 1992             |
| 1992—93 | Эрика Браун     | Кари Лиапис       | Стейси Лиапис    | Дебби Генри      | Аналисса Джонсон                    | ЧМЮ 1993             |
| 1993—94 | Эрика Браун     | Дебби Генри       | Стейси Лиапис    | Аналисса Джонсон | Эллисон Дарра                       | ЧМЮ 1994             |
| 1995—96 | Стейси Лиапис   | Джейми Джонсон    | Касси Джонсон    | Tina Kelly       |                                     | ЧСШАЮ 1996 (4 место) |
| 1995—96 | Эми Бечер       | Theresa Faltesek  | Monica Carlson   | Heather Miller   | Стейси Лиапис                       | ЧМЮ 1996 (10 место)  |
| 1997—98 | Кари Эриксон    | Лори Крекло       | Стейси Лиапис    | Энн Суиссхелм    | Риса О’Коннелл тренер: Майкл Лиапис | ЧМ 1998 (9 место)    |
| 1998    | Лиза Шёнеберг   | Эрика Браун       | Дебби Генри      | Лори Маунтфорд   | Стейси Лиапис тренер: Стив Браун    | ЗОИ 1998 (5 место)   |
| 1999—00 | Дебби Маккормик | Николь Джоренстед | Стейси Лиапис    | Энн Суиссхелм    | тренер: Майкл Лиапис                | ЧСШАЖ 2000 (4 место) |
| 2000—01 | Кари Эриксон    | Дебби Маккормик   | Стейси Лиапис    | Энн Суиссхелм    | Джони Коттен тренер: Майкл Лиапис   | ЧМ 2001 (6 место)    |
| 2001—02 | Кари Эриксон    | Дебби Маккормик   | Стейси Лиапис    | Энн Суиссхелм    | Джони Коттен                        | ЗОИ 2002 (4 место)   |

(скипы выделены полужирным шрифтом)

## Частная жизнь
Её старшая сестра — Кари Эриксон, также кёрлингистка, они некоторое время играли в одной команде. Их отец, Майкл Лиапис, работает тренером по кёрлингу; в частности, несколько лет тренировал команду, где играли его дочери.
В замужестве Стейси носит фамилию Фухсгрубер (англ. Stacey Fuchsgruber).